# Kwiejce
Kwiejce – wieś sołecka w Polsce w województwie wielkopolskim, w powiecie czarnkowsko-trzcianeckim, w gminie Drawsko, przy drodze wojewódzkiej nr 133.

## Położenie
Wieś w środku Puszczy Noteckiej, 10 km na południowy wschód od Drezdenka, nad jeziorem Piast, przy lokalnej drodze z Chełstu do Piłki.

## Nazwa
Nazwa miejscowości utworzona została od nazwy jeziora „Kwiejce” nad, którym ona leżała i które obecnie nazywa się jeziorem  Piast. Nazwę tego jeziora zmieniono w XX wieku, po roku 1918, kiedy przeniesiono na nie nazwę z pobliskiego błota zwanego „Piasto”. Jezioro Kwiejce odnotowano w łacińskim dokumencie z 1424 jako „Queske”, 1527 „Queczcze” oraz w latach 1564-1565 jako „Kwieicza”. Wieś istnieje pod tą nazwą co najmniej od drugiej połowy XVI wieku i po raz pierwszy odnotowano ją jako osadę w 1592. W 1944 w okresie III Rzeszy  miejscowość nazywała się „Alt Sorge”, a po zakończeniu II wojny światowej zmieniono ja na „Stare Kwiejce”.

## Historia
Miejscowość pierwotnie związana była z Wielkopolską. W XVI wieku leżała w powiecie poznańskim, w starostwie wieleńskim w Koronie Królestwa Polskiego. Była t.zw. królewszczyzną czyli miejscowością należącą do królów polskich.
Wieś była miejscowością przygraniczną i kilkukrotnie odnotowano nazwę „Kwiejce” przy opisie granic między Polską, Nową Marchią, a później Brandenburgią. Pierwszy zachowany zapis pochodzi z 1424 z relacji zakonu krzyżackiego, mówiącego o tym, że koło jeziora Kwiejce biegła granica pomiędzy Wielkopolską, a Nową Marchią. Według kolejnej relacji z 1527 granica ta przebiegała pomiędzy puszczą należącą do wsi Chojno (koło Wronek), a dobrami wieleńskimi przecinając drogę z Chojna do jeziora Kwiejce, a więc jezioro to leżało wówczas w dobrach Wieleń. Z lat 1564-1665 zachował się krótki opis jeziora o nazwie Kwiejce. Miało one dwie tonie niewodowe i położone było na pograniczu z dobrami Sieraków i Wronki. Należało do wsi Pęckowo w dobrach Wieleń.
Wieś Kwiejce powstała nad jeziorem Kwiejce pod koniec XVI wieku. Pierwsza wzmianka o niej pochodzi z 1592 roku.
Do czasu rozbiorów leżała w Rzeczypospolitej Obojga Narodów. Wskutek II rozbioru Polski w 1793, miejscowość przeszła pod władanie Prus i jak cała Wielkopolska znalazła się w zaborze pruskim. W okresie międzywojennym w miejscowości stacjonowała placówka Straży Granicznej I linii „Kwiejce”.
W latach 1975–1998 miejscowość administracyjnie należała do województwa pilskiego.

## Turystyka
W Kwiejcach znajduje się ośrodek rekreacyjno-wypoczynkowy, pensjonat, gospodarstwo agroturystyczne, pole namiotowe i mała gastronomia.
We wsi zachował się neogotycki kościół z 1909 roku, odremontowany w 2009 roku przy wykorzystaniu środków z Unii Europejskiej i stara zabudowa wiejska (szachulcowe chałupy i stodoły) z I połowy XIX w.